# ناو یوشینو
ناو یوشینو (به انگلیسی: Japanese cruiser Yoshino) یک کشتی بود که طول آن ۱۰۹٫۷۲ متر (۳۶۰ فوت ۰ اینچ) بود. این کشتی در سال ۱۸۹۲ ساخته شد.